# Prenolepis gibberosa
Prenolepis gibberosa är en myrart som beskrevs av Julius Roger 1863. Prenolepis gibberosa ingår i släktet Prenolepis och familjen myror.

## Underarter
Arten delas in i följande underarter:
- P. g. albimaculata
- P. g. gibberosa
- P. g. rogeri